# Ubałać (przystanek kolejowy)
Ubałać (biał. Убалаць, ros. Уболоть) – przystanek kolejowy w pobliżu miejscowości Ubałać, w rejonie kalinkowickim, w obwodzie homelskim, na Białorusi. Położony jest na linii Żłobin - Mozyrz - Korosteń.